# Staunton (Coleford)
Staunton (Coleford) é uma paróquia e aldeia de Forest of Dean, no condado de Gloucestershire, na Inglaterra. De acordo com o Censo de 2011, tinha 287 habitantes. Tem uma área de 6,19 km².